# 沈榮
沈榮（1904年11月1日—1975年11月7日），字公甫，是一位出身臺南新營的律師及政治人物。他曾在臺灣日治時期為農民及地主爭取權益，也曾於二二八事件後為被告辯護。

## 生平

### 早年生活
雍正年間，沈參自福建省詔安縣前往臺南新營定居，並於其後陸續生下六個兒子，六個兒子又各自繁衍後代，並有稱號「六順」。
沈榮出生於1904年11月1日，並為二房後裔沈森其的兒子。他的父親沈森其以在新營經營農業及商業為生，並通曉經書及詩文寫作，又喜愛彈奏傳統弦樂器、下棋、欣賞書畫、設計建築、騎馬等；他的母親是蘇氏，以輔佐丈夫及教育子女聞名當地，並曾當選模範母親。他有三位兄弟，又有姊妹各一位，而他自己為第三位出生者；但是，他的兄長與姊姊很早就過世了。他的三弟沈乃霖因叔父沈擇仁無子女而於四歲時入籍其下為過房子，後就讀於昭和醫學專門學校，又於稍後取得東京帝國大學醫學博士學位。他的妹妹沈碧雲畢業於私立臺北女子高等學院，後與醫學博士鄧燈結婚 。
幼年時，沈榮入鹽水公學校就讀，又於畢業後考入臺中州立臺中高等普通學校。就讀中學時，沈榮原計畫於畢業後前往日本攻讀醫學；但是，在1924年治警事件發生後，他心生願望欲從法制層面提升臺灣人的政治及社會地位，又欲以其為眾人爭取權益。於是，沈榮在畢業後入日本大學攻讀法律。
1930年（昭和五年），沈榮參加高等文官司法科考試合格，但最後決定放棄擔任判事職務的機會。1931年，沈榮返回臺南擔任辯護士職務，並將事務所設於日後忠義路二段14號地址處（近原日本勸業銀行臺南支店等機構）。

1934年及1935年，沈榮當選為臺南市協議會員及市會議員。

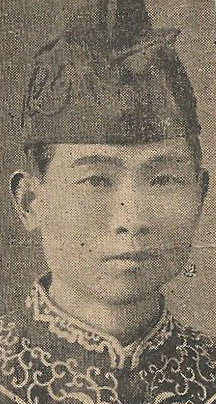
沈榮著法袍之肖像，攝影於1930年代。

### 職業生涯

#### 日治末期

##### 柳營火犁事件
1935年1月12日9時，鹽水港製糖會社強行以深耕犁鋤耕柳營庄柳營一一五番地等三筆土地，引發耕作農民包圍並抗議阻撓。隨後，郡警察課派員將現場民眾32人以暴力、妨礙業務等事由逮捕拘留十一日，地主劉明電也被以具教唆嫌疑為由逮捕拘留，並不准其家屬送食品及禦寒衣物至拘留所，後又不遵檢察官所頒釋放命令，另以行政裁決（檢束）延長留置數日。時任臺灣總督府水產課長的劉明朝因無法忍受胞弟劉明電遭如此虐待，於是向臺灣辯護士協會申訴；時任協會理事的沈榮因而積極遊說協會中眾多日籍會員，組織特別委員會進行調查確認其為嚴重侵害人權之事實，並分批拜會臺灣總督中川健藏及其內務局長、高等法院檢察官長及臺灣總督府警務局長。同年2月15日，臺灣辯護士協會更發表書面聲明譴責警方侵害人權；隨後，警方終於承認其過失，並同意會社非經地主、耕作人同意不得任意開發田地。

##### 其他事件
1937年，沈榮受一逃脫未成年鄭姓藝妓及其連帶保証人委託，在臺南地方法院與其前雇主的訴訟代理人針對酬金應返還一事展開攻防，最終以其未成年而違反善良風俗應屬無效為由獲得勝訴判決。
1940年，沈榮出任經營臺南信用組合（二戰戰後改組為臺南市第一信用合作社）直至1975年，並歷任臺灣省合作金庫理事、全國合作社聯合社理事主席、中國合作學社常務理事、中華民國合作事業協會理事長等職位。
1943年，李欽明、黃梱、黃嘉宗、李啟明、李明振、顏老牛、林春泰等公學校教師藉訓話時機灌輸學生民族意識，又結合在東京的臺籍抗日學生秘密結社且於各地設置分支，俟機暴動推翻日本統治；隨後，該案經官警舉發，檢察官提起公訴請求判以死刑或無期徒刑。在庭上，被告均坦承公訴所指事實，並爭相為其他被告擔負其罪刑；沈榮隨即以辯護人身分向法官訴諸以情，被告皆終被判以有期徒刑十二年。

#### 戰後時期
沈榮在國民政府接收臺灣後隨即加入中國國民黨，並擔任該黨臺南市委員會財務委員職務。

##### 黃小林案
1947年3月2日，黃小林召集地痞衝入新町派出所破壞電話並奪取短槍二支、子彈三十餘發。3月3日，黃小林又與同夥乘車至財政部灣裡鹽場事務所要求駐守鹽警繳出短刀，後於下午包圍臺南監獄並衝入以槍械脅請典獄長領其至警衛科槍庫房，又破壞其中槍櫃並劫得步槍八支、手槍一支、子彈共四百十八發、尖尾刀及日本刀共十二把。但是，黃小林同時又擔任二二八事件處理委員會臺南市分會治安小組小隊長，復於3月7日率領眾人佔據新町派出所。
事後，臺南地方法院以共同連續強佔強劫公署為罪名將黃小林判處死刑並褫奪公權終身；沈榮與黃百祿、柯南獻三位共同辯護人上訴至第三審最高法院，並因管轄權歸屬問題獲判決撤銷原判發回臺南地方法院更審。隨後，臺南地方法院經調查根據證據及證詞，認定派出所槍彈事件非其所為，且於警員避難去時接管派出所乃為維持治安，又入典獄長室之代表後經市參議會派員勸阻而離去，僅考慮其公然聚眾進行暴力脅迫行為而判以有期徒刑二年六月；當時，黃小林因被羈押時日已超過宣判刑期而被立即釋放。

##### 教唆幫助自殺案
1951年8月8日，一位任教臺灣省立工學院的女講師跳入日月潭自溺而死；事後，其遺留之公開信及日記顯示其曾遭已婚校長誘騙交往，使其聲名嚴重受損並多次嘗試自殺，復於7月12日於辦公室以言詞羞辱死者。隨後，該校長被以教唆、幫助自殺等罪責起訴，兼任於該校的沈榮與汪峻、端木愷為該校長擔任共同辯護人，並善用法理而最終使其得以免於刑責。

### 晚年生活
1969年，沈榮於中國國民黨第十次全國代表大會當選代表，並獲任該黨臺灣省委員會委員；當時，總統蔣中正以其積極效力地方事業兩度召見勉勵，他也一再應邀參加陽明山會談。隨後，該黨中央黨部更多次欲提名沈榮參選中央民意代表或擔任重要職務，但皆遭其婉拒。
1973年，沈榮在中國國民黨一再促請下被提名為臺灣省增額監察委員，並在臺灣省議會高票當選。1974年，沈榮獲選為監察院司法委員會召集人。隨後，沈榮因血壓過高入臺大醫院接受診斷，獲知腎臟舊病復發。
1975年11月7日11時42分，沈榮因腎病醫治無效逝世。
此外，沈榮也長年擔任臺南律師公會常務理事、中華民國律師公會全國聯合會常務理事等職位，歷任中華民國紅十字會臺南市支會長、臺南扶輪社社長、臺南市文史協會理事長，兼任淡江大學董事、南英高級商工職業學校董事長、光華女中董事長、南榮工專董事長等職位，更曾加入臺灣地方自治聯盟並受提名當選為臺南市會議員。

## 著作

### 小品
- 《法窗剪影》[1]

## 家庭
沈榮的妻子是蘇諒（1904年 - 1996年），她曾歷任臺南市婦女會理事長、臺灣省婦女會理事、臺南市議會第一屆議員等職位，並與沈榮育有五個女兒：蕙香、佩香、薰香、吟香及妙香。長女蕙香畢業於臺南第一高等女子學校並與醫學博士及高雄醫學大學教授林本仁結婚；次女佩香自日本大學取得碩士學位，後任律師並任教於國立成功大學及淡江大學，並與法學博士及國立臺灣大學教授林福順結婚；三女、四女留學美國，復與工程師林兆京、工學博士江牧東結婚；五女畢業於淡江大學，後任景美女中教師，並與臺灣氰胺經理及科見美語創辦人侯登見結婚。沈榮家族人才輩出，外孫江俊輝任加州州政府財務長，外孫林克忠任國立臺灣大學教授並為首位入選美國職能治療研究院院士的亞洲學者。。

## 家族
沈榮的家族長年在新營地區具有一定聲望及財勢，其中有新營街長沈崑山、新營鎮長沈瓊南、沈銀來、沈袒龍等。

## 受其影響者
- 事務所實習律師：林聯輝、張天良、鄭慶海、王育哲、王峻儀等。[1]

## 外部鏈結

### 延伸閱讀
- 新營叱吒風雲的沈氏家族| Facebook （页面存档备份，存于）
- 南師心 紅樓情 - 國立臺南大學 （页面存档备份，存于）